# Bogens församling
Bogens församling var en församling i Karlstads stift och i Arvika kommun. Församlingen uppgick 2010 i Gunnarskogs församling.

## Administrativ historik
Församlingen bildades 1850 genom en utbrytning ur Gunnarskogs församling och Eda församling. Tidigt var namnet även Gunnarskogs Finnskogs församling. Före 24 februari 1922 var församlingen en kapellförsamling.
Församlingen var till 1 maj 1871 i pastorat med Arvika församling som moderförsamling för att därefter till 2010 vara annexförsamling i pastoratet Gunnarskog och Bogen. Församlingen uppgick 2010 i Gunnarskogs församling.

## Organister
| Period    | Namn                  | Levnadstid | Övrigt   |
| --------- | --------------------- | ---------- | -------- |
| 1862–1890 | Tore Nilsson Hallgren | 1831–1920  | Organist |

## Kyrkor
- Bogens kyrka